# Kwasy tłuszczowe omega-3

Budowa chemiczna ALA

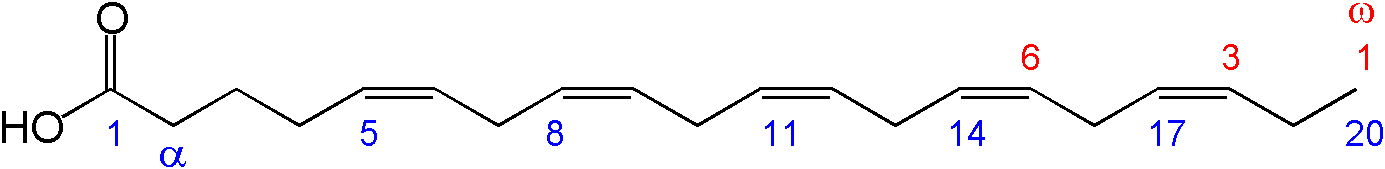
Budowa chemiczna EPA

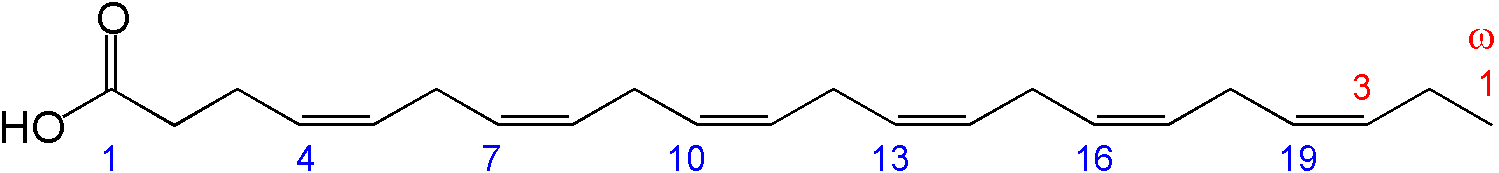
Budowa chemiczna DHA

Kwasy tłuszczowe omega−3 (zwane też kwasami tłuszczowymi n−3 lub ω−3) – wielonienasycone kwasy tłuszczowe (PUFA, z ang. polyunsaturated fatty acids), których ostatnie wiązanie podwójne w łańcuchu węglowym znajduje się przy trzecim od końca atomie węgla. Do tej grupy należą m.in. wielonienasycone kwasy ω−3 pełniące ważną rolę w odżywianiu człowieka:
- kwas α-linolenowy (ALA, 18:3, n−3)
- kwas eikozapentaenowy (EPA, 20:5, n−3)
- kwas dokozaheksaenowy (DHA, 22:6, n−3)

## Wpływ na zdrowie

### Kwas α-linolenowy a pozostałe kwasy ω−3
Kwas α-linolenowy o łańcuchu 18-węglowym jest najkrótszym kwasem w tej grupie i bywa zaliczany do tzw. krótkołańcuchowych wielonienasyconych kwasów tłuszczowych (SC-PUFA, z ang. short-chain polyunsaturated fatty acids). Jednocześnie jest on kwasem ω−3 najpowszechniej występującym w pożywieniu. Dla człowieka jest on egzogennym kwasem tłuszczowym (czyli nie może być wytwarzany w organizmie człowieka i musi być dostarczany w pożywieniu). Jest on prekursorem dla syntezy dłuższych kwasów ω−3 (LC-PUFA, z ang. long-chain polyunsaturated fatty acids), jednak od przełomu XX i XXI w. pojawiło się wiele publikacji wskazujących, że ta ścieżka dostarczania organizmowi dłuższych kwasów ω−3 jest nieskuteczna. W badaniach tych nie stwierdzono, aby spożywanie kwasu α-linolenowego dawało jakiekolwiek korzyści zdrowotne – w przeciwieństwie do spożywania LC-PUFA. W związku z tym w 2012 r. postawiony został postulat, aby oznaczenie „źródło kwasów omega−3” stosować tylko dla żywności bogatej w kwasy ω−3 LC-PUFA.

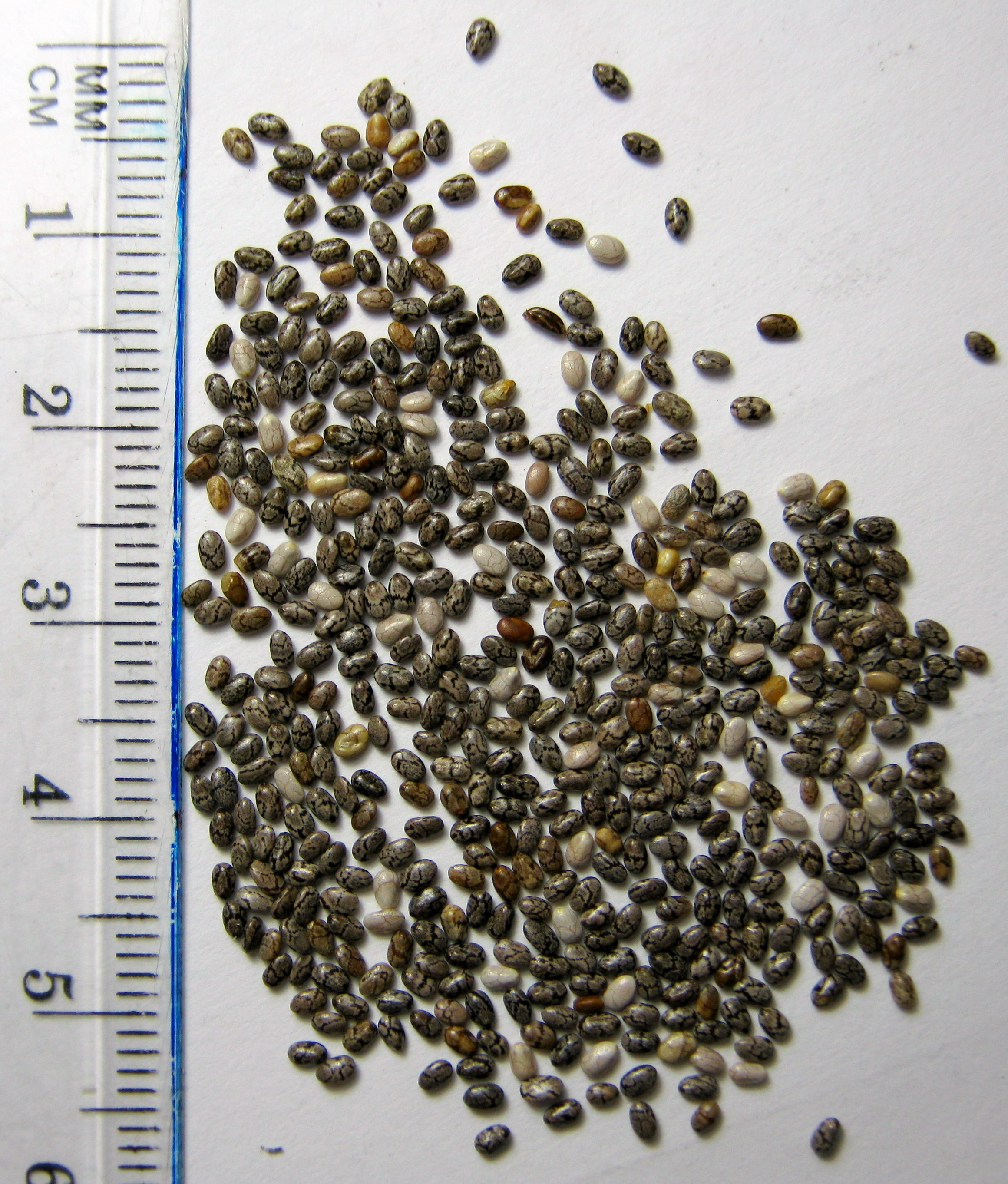
Chia jest uprawiana w celach handlowych dla nasion bogatych w kwasy tłuszczowe omega−3

### Wpływ na zdrowie
W kilku badaniach stwierdzono możliwe działanie przeciwnowotworowe kwasów tłuszczowych omega−3 (zwłaszcza w przypadku raka piersi, okrężnicy i prostaty). Badania sugerują też, że kwasy te spowalniają starzenie się komórek.
Istnieją silne dowody naukowe, że spożycie kwasów tłuszczowych omega−3 wiąże się z obniżeniem poziomu trójglicerydów we krwi i regularne przyjmowanie zmniejsza ryzyko wtórnych i pierwotnych zawałów serca[wymaga weryfikacji?]. Mimo to suplementacja nie wpływa na ryzyko przedwczesnej śmierci lub chorób serca, choć spożycie ryb, bogatych w te kwasy tłuszczowe, ma pozytywny wpływ na zdrowie w tym zakresie. Także kwas α-linolenowy, występujący głównie w produktach roślinnych, prawdopodobnie zmniejsza ryzyko chorób serca.
Pewne korzyści odnotowano również w takich stanach chorobowych, jak zaburzenia rytmu serca oraz reumatoidalne zapalenie stawów. W jednym z badań na grupie 32 pacjentów z młodzieńczym idiopatycznym zapaleniem stawów (MIZS) stwierdzono istotny spadek CRP po zastosowaniu suplementacji kwasów tłuszczowych omega−3. W innym badaniu 23 dzieci chorych na MIZS podzielono losowo na dwie grupy. W pierwszej grupie zwiększono zawartość kwasów omega−3 w diecie, a w drugiej nie. Po 5 miesiącach eksperymentu średnia dzienna dawka ibuprofenu przyjmowanego przez dzieci w pierwszej grupie spadła z 28,4 mg/kg do 23,4 mg/kg, a w drugiej grupie średnia dawka ibuprofenu spadła z 23,7 mg/kg do 22,7 mg/kg.
Ważna jest odpowiednia proporcja kwasów tłuszczowych omega−3 i omega-6 w diecie. Kwasy omega-6 (a zwłaszcza kwas arachidonowy) ułatwiają produkcję prostaglandyn, czyli hormonów prozapalnych. Z kolei kwasy omega−3 działają hamująco na stan zapalny, gdyż w organizmie konkurują z kwasami omega-6, zmniejszając ich stężenie w tkankach oraz ograniczając ich reakcje z enzymami. Według danych National Institutes of Health Amerykanie zwykle spożywają zbyt dużo kwasów omega-6 w porównaniu do kwasów omega−3. Proporcje tych dwóch typów kwasów są bardziej korzystne w diecie śródziemnomorskiej (stosunkowo ubogiej w kwasy omega-6) oraz w diecie Japończyków i mieszkańców Grenlandii (bogatej w kwasy omega−3).
Znaczny nadmiar kwasów omega−3 może być jednak szkodliwy, więc należy stosować umiarkowane dawki (szczególnie u osób cierpiących na cukrzycę i choroby krążenia).
Kwasy omega−3 mają także korzystny wpływ na funkcje poznawcze u osób cierpiących na różne formy zaburzeń kognitywnych. Istnieją również dane wskazujące na osłabienie objawów depresji oraz zachowań agresywnych dzięki przyjmowaniu kwasów omega−3.

## Występowanie w tłuszczach spożywczych
W tłuszczach pochodzących z roślin lądowych występuje kwas α-linolenowy (z grupy SC-PUFA), brak jest jednak LC-PUFA, które występują w pożywieniu pochodzenia morskiego, zwłaszcza w rybach.
W poniższej tabeli znajduje się porównanie wartości energetycznej (w kilokaloriach) różnych rodzajów tłuszczów spożywczych oraz zawartość w nich kwasów tłuszczowych omega−3 i omega−6 (w miligramach) w przeliczeniu na łyżkę stołową tłuszczu.
| Rodzaj tłuszczu                                 | Wartość energetyczna | Omega−3 | Omega−6 | Stosunek 3/6 |
| ----------------------------------------------- | -------------------- | ------- | ------- | ------------ |
| Olej z łososia                                  | 123                  | 5182    | 302     | 17,16        |
| Olej z wątroby dorsza (tran)                    | 123                  | 2811    | 254     | 11,07        |
| Olej ze śledzia                                 | 123                  | 1926    | 195     | 9,88         |
| Olej z sardynek                                 | 123                  | 3688    | 513     | 7,19         |
| Olej z pachnotki                                | 120                  | 8960    | 1680    | 5,33         |
| Olej lniany                                     | 120                  | 7980    | 2240    | 3,56         |
| Masło bezwodne                                  | 112                  | 185     | 288     | 0,64         |
| Olej rzepakowy niskoerukowy                     | 124                  | 1302    | 2842    | 0,46         |
| Olej z gorczycy sarepskiej                      | 124                  | 826     | 2146    | 0,38         |
| Olej z orzechów włoskich                        | 120                  | 1414    | 7194    | 0,20         |
| Olej sojowy                                     | 120                  | 925     | 6936    | 0,13         |
| Olej z zarodków pszennych                       | 120                  | 938     | 7453    | 0,13         |
| Domowy smalec z dodatkiem oleju roślinnego      | 115                  | 141     | 1242    | 0,11         |
| Oliwa z oliwek                                  | 119                  | 81      | 1067    | 0,08         |
| Olej sojowy utwardzony                          | 120                  | 354     | 4746    | 0,07         |
| Masło shea                                      | 120                  | 41      | 666     | 0,06         |
| Majonez (z oleju sojowego i kartamusowego)      | 99                   | 414     | 7176    | 0,06         |
| Przemysłowy smalec z dodatkiem oleju roślinnego | 115                  | 128     | 2317    | 0,06         |
| Olej słonecznikowy >70% kwasu oleinowego        | 124                  | 27      | 505     | 0,05         |
| Olej z otrębów ryżowych                         | 120                  | 218     | 4542    | 0,05         |
| Mieszanina margaryny z masłem                   | 102                  | 103     | 2162    | 0,05         |
| Masło kakaowe                                   | 120                  | 14      | 381     | 0,04         |
| Olej słonecznikowy utwardzony                   | 120                  | 122     | 4801    | 0,03         |
| Olej palmowy                                    | 120                  | 27      | 1238    | 0,02         |
| Olej kukurydziany                               | 120                  | 95      | 7888    | 0,01         |
| Olej sezamowy                                   | 120                  | 41      | 5617    | 0,01         |
| Olej słonecznikowy <60% kwasu linoleinowego     | 120                  | 27      | 5413    | 0,00         |
| Olej bawełniany                                 | 120                  | 27      | 7018    | 0,00         |
| Olej z pestek winogron                          | 120                  | 14      | 9466    | 0,00         |
| Olej arachidowy                                 | 119                  | 0       | 4320    | 0,00         |
| Olej kokosowy                                   | 117                  | 0       | 245     | 0,00         |
| Olej słonecznikowy >60% kwasu linoleinowego     | 120                  | 0       | 8935    | 0,00         |
| Olej kartamusowy >70% kwasu linoleinowego       | 120                  | 0       | 10149   | 0,00         |
| Olej kartamusowy >70% kwasu oleinowego          | 120                  | 0       | 1952    | 0,00         |